# Forte do Cego
O Forte do Cego, também conhecido como Forte de São Sebastião, é um forte localizado no Município de Arruda dos Vinhos, no Distrito de Lisboa. . O forte foi construído em 1809-1810 como parte da primeira das três Linhas de Torres Vedras, que eram linhas defensivas para proteger a capital portuguesa da invasão pelos franceses durante a Guerra Peninsular (1807-14) ou, no caso de derrota, para embarcar com segurança um exército britânico em retirada.
Com recursos do EEE e Norway Grants, o Forte do Cego foi uma das obras militares das Linhas de Torres Vedras que foi restaurada em 2010 para assinalar o 200.º aniversário da construção das Linhas. O forte, juntamente com o vizinho Forte da Carvalha, podem ser visitados.